# Salačova Lhota
Salačova Lhota (deutsch Salatsch Lhota) ist eine Gemeinde in Tschechien. Sie liegt 21 Kilometer nordwestlich von Pelhřimov und gehört zum Okres Pelhřimov.

## Geographie
Salačova Lhota befindet sich am südlichen Fuße des Hřeben (685 m) in der Böhmisch-Mährischen Höhe. Nordöstlich erhebt sich der Stražiště (744 m). Südlich verläuft das Tal der Trnávka.
Nachbarorte sind Lukavec und Týmova Ves im Norden, Útěchovice pod Stražištěm im Nordosten, Bratřice im Osten, Hladov, Jetřichovec und Malá Černá im Süden, Velká Černá und Těchobuz im Südwesten, Talmberk und Velký Ježov im Westen sowie Mezilesí und Zelená Ves im Nordwesten.

## Geschichte
Die erste urkundliche Erwähnung von Salaczowa Lhota stammt aus dem Jahre 1407. Nachfolgend wurde das Dorf als Lhota pod Strazisstiem bezeichnet und ab 1643 auch Lhota Pudilowa genannt. Seit 1654 findet der heutige Name Verwendung.
Älter sind die beiden Ortsteile Malá Černá und Velká Černá, deren Existenz sich bis ins Jahr 1316 zurückverfolgen lässt.
Auf den Fluren von Salačova Lhota befand sich früher noch das Dorf Moravčice. Es wurde 1529 letztmals erwähnt und 1544 als wüst beschrieben. Lhota war eines der böhmischen Freidörfer. Seine Bewohner genossen die Robotfreiheit und auf den Grundstücken lag das Fischerei- und Jagdrecht. Bis 1551 gehörte das Dorf zur Herrschaft Pacov, dann kaufte Albrecht von Černá und Dušník auf Lhota den Ort von Oldřich Španovský von Lisov.
Im Laufe der Jahre wuchs der Ort und neben den Freihöfen entstanden auf herrschaftlichen Grund weitere Gehöfte. Das führte dazu, dass Salačova Lhota bis zur Ablösung der Patrimonialherrschaften im Jahre 1848 dreigeteilt war. Der größte Anteil war frei und nur dem König untertänig, kleine Anteile gehörten zu den Herrschaften Lukavec und Pacov. 1819 begann der Bau eines Schulhauses, das zwei Jahre später fertiggestellt war.
Seit 2006 führt Salačova Lhota ein Wappen, das mit einem grünen Dreieck die für den Stražiště typische Gemeine Fichte stilisiert und auf der ein goldenes dreiblättriges Kleeblatt aufgebracht ist.

## Gemeindegliederung
Die Gemeinde Salačova Lhota besteht aus den Ortsteilen Malá Černá (Klein Tscherna), Salačova Lhota (Salatsch Lhota) und Velká Černá (Groß Tscherna) sowie dem Mühlenanwesen der Koubův mlýn. Grundsiedlungseinheiten sind Salačova Lhota und Velká Černá.

## Sehenswürdigkeiten
- Kapelle am Dorfplatz, 1931 anstelle des verfallenen Vorgängerbaus errichtet, 1989 instand gesetzt
- Stražiště mit Wallfahrtskapelle des Hl. Johannes an einer wundertätigen Quelle sowie Fernseh- und Rundfunksender
- Kapelle in Velká Černá